# 旧迪茨
旧迪茨是德国莱茵兰-普法尔茨州的一个市镇。总面积9.22平方公里，总人口2222人，其中男性1059人，女性1163人（2011年12月31日），人口密度241人/平方公里。